# ALP (Band)
ALP ist eine in Berlin gegründete und beheimatete Band, die sich hauptsächlich mit der Vertonung von Stummfilmen beschäftigt.

## Geschichte
ALP wurde 1998 von Tom van Alp (Samples, Gitarre, Bass) und Mattef Kuhlmey (Gitarre, Bass, Laptop, Gesang) gegründet.
Hervorgegangen ist ALP aus der Band „Project Skull“, zu der neben den beiden ALP-Gründern noch Hans Narva zählte. Ursprünglich als Zwei-Mann-Elektro-Bigbeat-Projekt geplant, erinnerten sich die Bandmitglieder bald an ihre Profession als Gitarristen. So kamen für den elektronischen Part im Jahr 2000 Per „Ampere“ Salzwedel und Theo Straylight hinzu. Im Folgenden widmete sich die Band der schon bei „Projekt Skull“ gepflegten Tradition der Stummfilmvertonung. Es entstanden Soundtracks zu Nosferatu (F.W. Murnau) und Dr. Mabuse – Der Spieler (Fritz Lang). Im Jahr 2004 verließen Per Salzwedel und Tom van Alp die Band. Im folgenden Jahr schrieb Mattef Kuhlmey einen Soundtrack zu Ein andalusischer Hund (Luis Buñuel), den er unter dem Bandnamen, allerdings in Solobesetzung, auch zur Aufführung brachte. 2005 reformierte er die Band. Neben dem alten Mitstreiter Theo Straylight gehörte fortan Alex „Machine“ Lode (vormals „Hands Up Excitement“) zur Band, wodurch auch das Soundspektrum von ALP durch Schlagzeug und Perkussion erweitert wurde. Zwischen 2006 und 2008 agierte Konrad Hempel als zweiter Gitarrist. Als Quartett tourte die Band in dieser Zeit mit dem Soundtrack zum Film Panzerkreuzer Potemkin (Sergej Eisenstein). Die letzte personelle Umbesetzung markiert der Einstieg von Daniel Dorsch (vormals „Madonna Hip Hop Massaker“ und „Tronthaim“), der Konrad Hempel ersetzte. 2009 entstand das aktuelle Programm zum Film Der müde Tod (Fritz Lang). Die Livedarbietungen von ALP finden in der Regel in Programmkinos statt, bei denen Film und Band synchron zu erleben sind. Ein Publikum fand dieses Konzept im deutschsprachigen Raum sowie in Polen.

## Bandname
Der Name ALP ist das Akronym für „Aggressive Loop Productions“. Allerdings trat die Band zeitweise auch unter dem Namen „Analog Love Providers“ in Erscheinung.

## Stil
In der Anfangsphase als Zweimannprojekt spielte ALP einen rein elektronischen Mix aus Trance, Big Beat und Trip-Hop.
Seitdem sich ALP der Vertonung von Stummfilmen der 20er und 30er Jahre widmete, wich der songorientierte einem experimentellen Ansatz in einem analog-elektronischen Soundgewand. Die unterschiedlichen Dramaturgien der Filmszenen finden eine musikalische Entsprechung in sphärischen Elektronikparts einerseits und noisigem Rocksound aus Gitarrengewittern und Schlagzeug andererseits.

## Diskografie
- 1998: Float, Burn and Dolce Vita (Remix auf: Herbst in Peking „Dolce Vita“, Plattenmeister / Indigo)
- 2001: Radio Encore (ECR / Target)
- 2006: El Arte Nunca Muere (Fortschritt Musik)
- 2008: Silbern (Fortschritt Musik)